# Chikao Otsuka
Chikao Ōtsuka (Japans: 大塚 周夫, Ōtsuka Chikao) (Tokio, 5 juli 1929 – aldaar, 15 januari 2015) was een Japans acteur, stemacteur en seiyū, die werkte voor Aoni Production. Hij is de vader van Akio Ōtsuka. Chikao overleed op 86-jarige leeftijd aan een hartstilstand.

## Carrière
Hij is bekend door zijn werk als Captain Hook (Peter Pan no Bōken), Dick Dastardly (Wacky Races), Nezumi-Otoko (Gegege no Kitaro), Yamada-sensei (Nintama Rantarō), Professor Moriarty (Sherlock Hound), Doctor Weil (Mega Man Zero) en Dr. Eggman (Sonic the Hedgehog). 

## Filmografie

### Televisie
- Akakage (Kōga)
- Area 88 (grootvader McCoy)
- Astro Boy (president Hirā, Nūbō)
- Ayakashi (Yoshiyuki Sakai)
- Babel II (Yomi)
- Beyblade (Ryūnosuke Kinomiya)
- Cowboy Bebop (Rondesu)
- Dastardly and Muttley in Their Flying Machines (Dick Dastardly (Paul Winchell))
- Digimon Adventure
- Dragon Ball
- El Cazador de la Bruja (Enrike)
- Full Metal Panic!: The Second Raid (Lord Mallory)
- The Galaxy Railways
- Gegege no Kitaro (Nezumi-Otoko)
- Gokusen (Ryūichirō Kuroda)
- Hellsing (Arthur Hellsing)
- Kamikaze Kaito Jeanne (politiechef Mikuri)
- Kindaichi Case Files (Keitarō Kiyomasa)
- King Arthur: Prince on White Horse (Bossman)
- The Law of Ueki (Ogre)
- Master Keaton (André Semōnofu)
- Mobile Suit Gundam 00 (Aeolia Schenberg)
- Monster (Mihairu Iwanovich Petrov)
- Najica Blitz Tactics (Ricardo Caidell)
- Nintama Rantarō (Denzō Yamada)
- One Piece (Gol D. Roger)
- Peter Pan no Bōken (kapitein Haak)
- Rumic Theater (Dōmoto)
- Sherlock Hound (professor Moriarty)
- Slayers Revolution
- Sonic X (Dr. Eggman, Gerald Robotnik)
- Spider Riders (Braid)
- Tomorrow's Joe (Gondō Goromaki)
- Toy Story (Hamm)
- Toy Story 2 (Hamm)
- Toy Story 3 (Hamm)
- Tsubasa: Reservoir Chronicle
- Vandread (Jin)
- Wolf's Rain
- Yu-Gi-Oh! (LeDolly Sheldon)
- Wacky Races (Dick Dastardly (Paul Winchell))

### OVA
- Armored Trooper Votoms (Yoran Pailsen)
- Hellsing (Abraham Van Helsing)
- JoJo's Bizarre Adventure (Joseph Joestar)
- Mobile Suit Gundam 0083: Stardust Memory (Eiphar Synapse)
- Mulan II (Fa Zhou (Soon-Tek Oh))
- Ruin Explorers (Galf)

### Theater
- Arion (Hades)
- Bonobono (Araiguma-kuns vader)
- Dragon Ball: Mystical Adventure (Tao Pai Pai)
- The Fox and the Hound (Amos Slade (Jack Albertson))
- The Great Mouse Detective ((Candy Candido))
- Mulan (Fa Zhou (Soon-Tek Oh))
- Peter Pan (kapitein Haak (Hans Conried))
- Pinocchio (Stromboli (Charles Judels))
- Toy Story (Hamm (John Ratzenberger))
- Yellow Submarine (Chief Blue Meanie (Paul Angelis))

### Computerspellen
- Tenchu: Wrath of Heaven (Tenrai)
- Bushido Blade (Utsusemi)
- Dragon Ball Z: Budokai Tenkaichi (Tao Pai Pai)
- Final Fantasy XII (Doctor Cidolfus Demen Bunansa)
- Kingdom Hearts (kapitein Haak)
- Kingdom Hearts: Chain of Memories (kapitein Haak)
- Kingdom Hearts: Birth by Sleep (Master Xehanort)
- Mega Man Zero 4 (Doctor Weil)
- Sonic the Hedgehog (Dr. Eggman, Gerald Robotnik, Eggman Nega)
- Metal Gear Solid 4: Guns of the Patriots (Big Boss)
- Tech Romancer (Goldibus)
- Tekken 5
- Xenosaga Episode II: Jenseits von Gut und Böse (Pope Sergius XVII)

### Reclamespotjes
- Coca-Cola (Oolon)
- Hitachi, Ltd.
- Nippon Telegraph and Telephone
- Sony Ericsson SO702i
- Super Mario Land 2: 6 Golden Coins (Wario)
- Wario: Master of Disguise (Wario)
- Wario Land: Super Mario Land 3 (Wario)
- Wario Land 3 (Wario)
- Wario Land 4 (Wario)
- Wario World (Wario)